# Bakeswar
Bakeswar o Kana és un riu de Bengala Occidental a l'Índia.
Neix al districte de Birbhum i rep com a afluent al Kopai o Kopa (Sal Nadi); i desaigua al Mor o Maureksha al districte de Murshidabad; el nou riu així format segueix cap a l'est però ja no porta el nom de Bakeswar o Kana.